# Gloria (película de 1999)
Gloria es una película de suspenso estadounidense de 1999. Dirigida por Sidney Lumet y protagonizada por Sharon Stone, es un remake de Gloria, dirigida por John Cassavetes en 1980.

## Argumento
Gloria ha pasado tres años en prisión por culpa de su novio Kevin. Después de salir, decide vengarse. Cuando se encuentra con él se da cuenta de que ha secuestrado a un niño con un disquete después de matar a su familia. Gloria escapa con el niño sin saber que él lleva el disquete, y Kevin envía a sus mafiosos para cazarlos.

## Reparto
- Sharon Stone (1958-) es Gloria.
- Jean-Luke Figueroa (1990-) es Nicky.
- Jeremy Northam (1961-) es Kevin.
- Cathy Moriarty (1960-) es Diane, amiga de Gloria.
- George C. Scott (1927-1999) es Ruby.
- Mike Starr (1950-) es Sean, el asesino que mata a la familia del pequeño Nicky.
- Bonnie Bedelia (1948-) es Brenda.
- Barry McEvoy (Belfast, 1967-) es Terry.
- Don Billett (1935-) es Raymond, el mafioso de más edad.
- Jerry Dean es Mickey.
- Tony DiBenedetto es Zach.
- Teddy Atlas es Ian.
- Bobby Cannavale (1971-) es Jack, el padre de Nicky.
- Sarita Choudhury (Londres, 1966-) es Ángela, la madre de Nicky.
- Miriam Colón (Ponce, 1936-) es María, la abuela de Nicky.
- Desiree Casado (1985-), es Lucy, la hermana de Nicky.
- Davenia McFadden (1961-), guardia policial.
- Chuck Cooper (1954-), guardia policial.